# Normanellidae
Normanellidae é uma família de copépodes pertencentes à ordem Harpacticoida.
Géneros:
- Normanella Brady, 1880
- Paranaiara Kihara & Huys, 2009
- Pseudocletodes Scott & Scott, 1893
- Sagamiella Lee & Huys, 1999